# The Sun Also Rises (pel·lícula de 1957)
 The Sun Also Rises és una pel·lícula estatunidenca dirigida per Henry King, estrenada el 1957, basada en la novel·la homònima d'Ernest Miller Hemingway (1926).

## Argument
París, 1922. Jake Barnes viu a París des que va ser desmobilitzat de la Primera Guerra Mundial i és periodista del «New York Herald». Un vespre, va a un ball amb acordió on coneix amics entre els quals el novel·lista Robert Cohn. Arriba Lady Brett Ashley que no és una desconeguda per a Jake. Va ser la seva infermera a l'hospital durant la guerra on es van enamorar però a conseqüència de la seva ferida a la batalla, Jake ha esdevingut impotent. Des d'aleshores, mantenen una amistat amorosa. Per intentar oblidar aquesta decepció, Brett multiplica les aventures. Ha promès casar-se amb un escocès, Mike Campbell, alegre soldat molt amic de beure. És afalagada sobretot per Robert Cohn que s'enamora bojament d'ella. En companyia del seu antic company d'armes, Bill Gorton, Jake marxa a Pamplona a Espanya per anar a les curses de braus. A penes arribat a les festes de San Fermin, Jake té la sorpresa de trobar Brett envoltada de tots els seus pretendents. El grup ja no se separa, i participa en totes les festivitats: desembarcament dels toros, encierro pels carrers, corrida... Brett es deixa afalagar per un jove torero, Pedro Romero, sota la mirada furiosa de Robert que acaba atacant el jove. L'endemà, Pedro triomfa a la plaça de toros i Jake s'assabenta que Brett ha fugit en companyia del torero. Per a Robert i Mike, la festa és acabada. A Biarritz Jake rep notícies de Brett, li fa una trucada angoixant, esperant començar una nova vida amb ell.

## Repartiment
- Tyrone Power: Jakes Barnes
- Ava Gardner: Lady Brett Ashley
- Mel Ferrer: Robert Cohn
- Errol Flynn: Mike Campbell
- Eddie Albert: Bill Gorton
- Gregory Ratoff: Comte Mippipopolous
- Juliette Gréco: Georgette Aubin
- Marcel Dalio: Zizi, el servidor del ball amb acordió
- Henry Daniell: el doctor de l'exèrcit
- Robert Evans: Pedro Romero, el torero